# Åmmeberg
Åmmeberg è una città della Svezia nel comune di Askersund, conta 590 abitanti e si trova nella contea di Örebro. La città si trova in un fiordo del lago Vättern.